# Alexander Vladikov
Alexander Ivanov Vladikov (1874 Kukuš – 1942 Sofie) byl bulharský fotograf aktivní na konci 19. a počátku 20. století a aktivista makedonské emigrace do Bulharska.

## Životopis
Narodil se v jihomakedonském městě Kukuš. Po osvobození Bulharska v roce 1878 se rodina přestěhovala do Sofie. Jeho otec provozoval koželužnu. V roce 1889 odešel studovat fotografii do Vídně. Po návratu do Sofie si otevřel samostatný fotoateliér. Je považován za jednoho z klasiků bulharské fotografie. Vytvořil portréty Ivana Vazova, Goce Delčeva, Antona Strašimirova, Ivana Šišmanova, Lory Karavelové a dalších. Byl členem Nejvyššího makedonsko-edirského výboru. Zemřel v roce 1942 v Sofii.

## Galerie

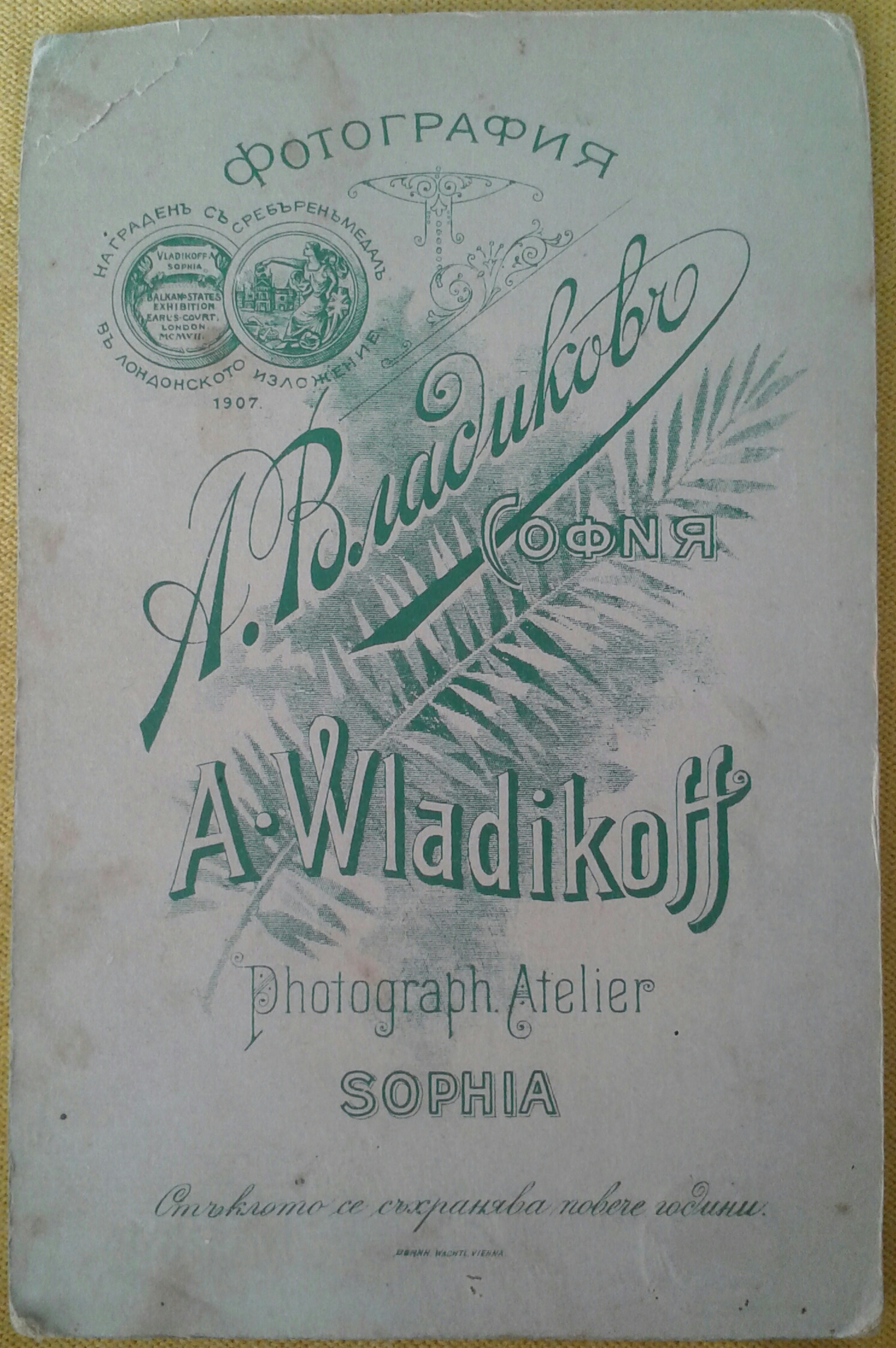
Logo Vladikova studia
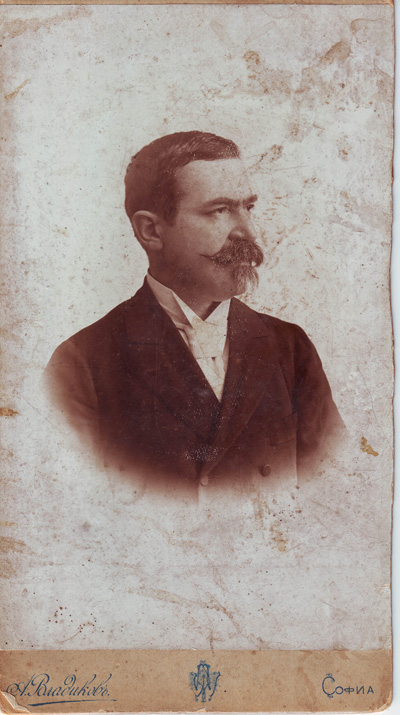
Stojan Mihajlovski
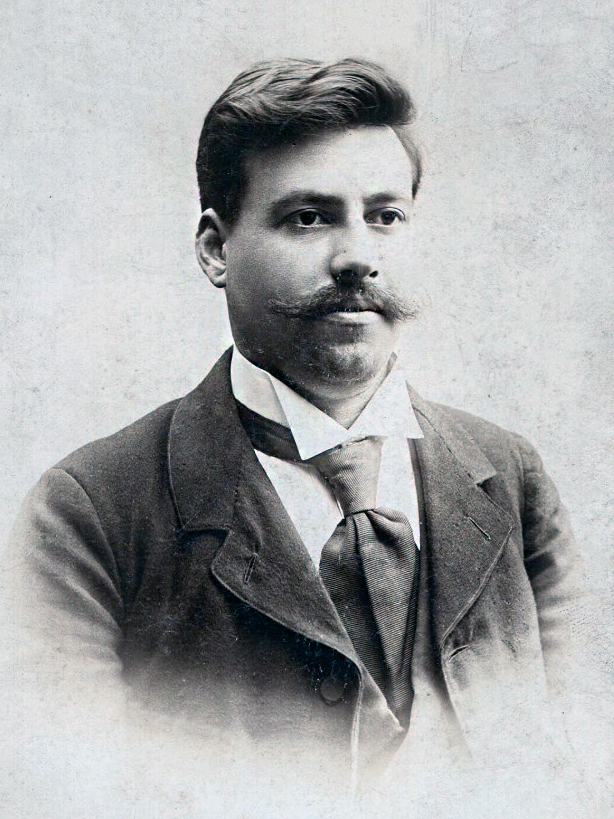
Goce Delčev, 1900
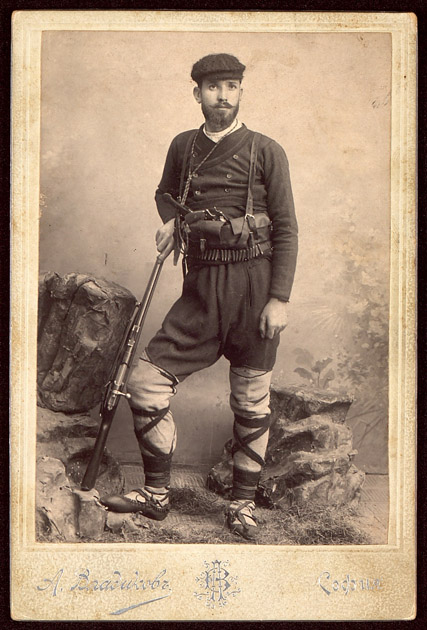
Кosta Nunkov
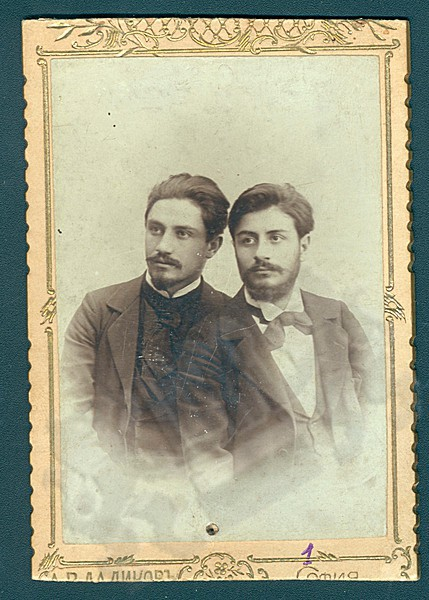
Verban Kilifarski a jeho bratr, 20. listopadu 1901
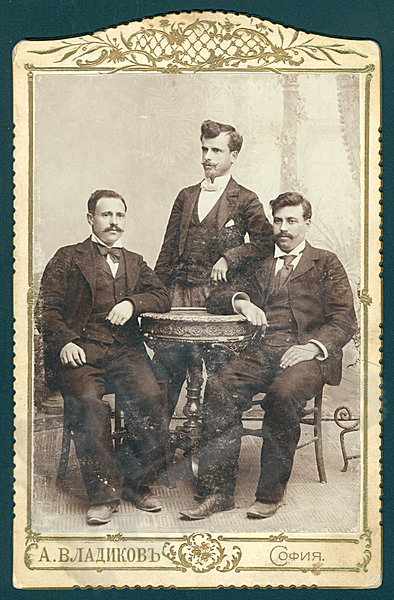
Efrem Čučkov, Kliment Šapkarev a Goce Delčev, 1902
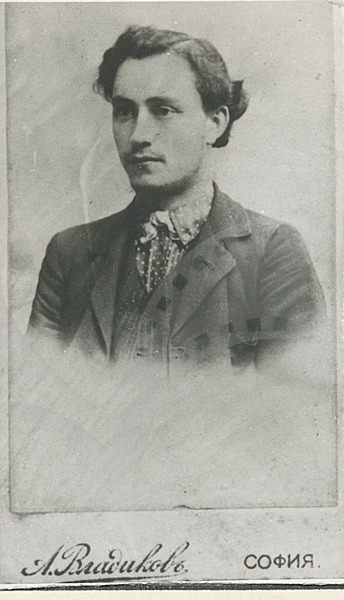
Georgi Dimitrov, 1904
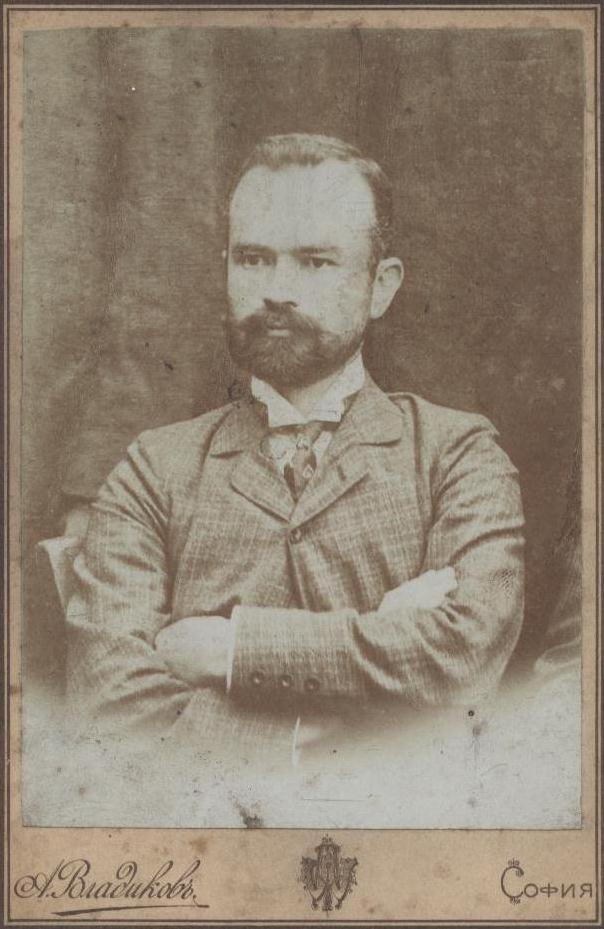
Petr Vaskov
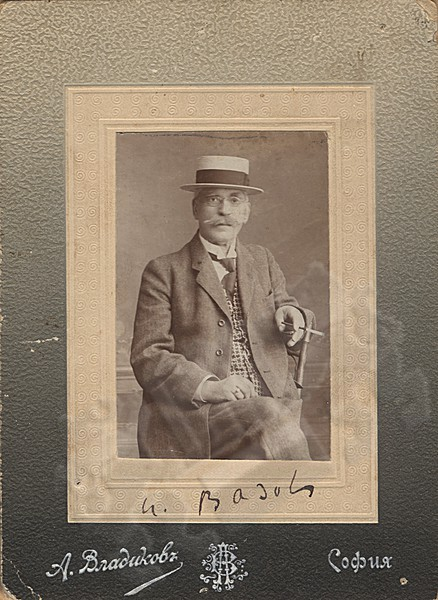
Ivan Vazov, 1920